# Kia Soul
Kia Soul je automobil južnokorejskog proizvođača Kia i proizvodi se od 2008. godine.

## Motori
- 1.6 L, 93 kW (126 ks)
- 2.0 L, 106 kW (144 ks)
- 1.6 L turbo dizel, 94 kW (128 ks)